# Лэшли, Бобби
Фра́нклин Робе́рто Лэ́шли (англ. Franklin Roberto Lashley, род. 16 июля 1976, Джанкшен-Сити, Канзас) — американский рестлер, боец смешанных боевых искусств, а также бывший борец и ветеран вооружённых сил США.
В настоящее время он выступает в All Elite Wrestling (AEW). Он наиболее известен по двум периодам выступлений в WWE — с 2005 по 2008 и с 2018 по 2024 год, а также по двум периодам выступлений в Total Nonstop Action Wrestling (TNA) — с 2009 по 2010 и с 2014 по 2018 год. В качестве бойца смешанных единоборств Лэшли выступал в Bellator MMA и Strikeforce.
Лэшли дебютировал в WWE в 2005 году, выступая на бренде SmackDown, где он стал чемпионом Соединённых Штатов WWE. В следующем году Лэшли был переведен на бренд ECW и стал двукратным чемпионом мира ECW, став первым афроамериканцем, владевшим этим титулом. В это время он вел громкое соперничество с председателем компании Винсом Макмэном, в том числе представлял Дональда Трампа в «Битве миллиардеров» на WrestleMania 23, после чего покинул компанию в 2008 году.
Впоследствии он продолжил карьеру в ММА и провел свой первый профессиональный бой в декабре 2008 года. После того, как его послужной список составил 10-2, в 2014 году он подписал контракт с Bellator MMA, где выиграл все пять своих поединков с 2014 по 2016 год. В 2009 году он начал выступать в TNA (позже переименованной в Impact Wrestling), где стал четырёхкратным чемпионом мира TNA/Impact в тяжёлом весе и первым афроамериканцем, владевшим этим титулом. Он также был однократным чемпионом икс-дивизиона TNA и последним чемпионом King of the Mountain. После возвращения в WWE в 2018 году он был назначен на бренд Raw, стал двукратным интерконтинентальным чемпионом WWE и выиграл второй титул чемпиона Соединённых Штатов. В итоге он выиграл свой первый титул чемпиона WWE, став третьим афроамериканцем, владевшим этим титулом (после Скалы и Кофи Кингстона).
Он был хедлайнером многочисленных PPV в WWE и TNA/Impact, включая главное шоу последнего — Bound for Glory в 2016 году. Он является одним из двух рестлеров, которые выигрывали титулы чемпиона мира WWE, ECW и TNA/Impact, второй — Роб Ван Дам. Однако Лэшли — единственный рестлер, у которого было многократное повторение вышеупомянутых чемпионств.

## Карьера в борьбе

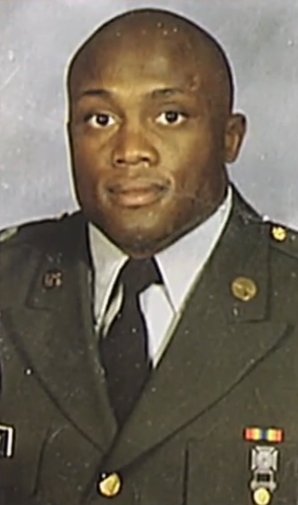
Лэшли во время службы в армии США

Лэшли учился в Missouri Valley College. Во время учёбы он занимался борьбой и три раза с 1996 по 1998 год выигрывал национальный чемпионат по борьбе среди колледжей, а также занял четвёртое место в 1995 году. В 1997 году и в 1998 году он становился национальным чемпионом по борьбе National Association of Intercollegiate Athletics (NAIA). Позже Лэшли вступил в армию, где продолжил заниматься борьбой. Он готовился к участию в олимпийских играх, однако из-за травмы запястья вынужден был отказаться от поездки на олимпиаду. Вскоре после этого он стал заниматься рестлингом.

## Карьера в рестлинге

### World Wrestling Entertainment

#### Победная серия (2005—2006)
В январе 2005 года Лэшли дебютировал в Ohio Valley Wrestling, территорию развития World Wrestling Entertainment (WWE), под именем Бластер Лэшли. В середине 2005 года Лэшли принял участие в четырёх живых шоу WWE, выступая в тёмных матчах на Raw и SmackDown!. 23 сентября 2005 года он дебютировал в качестве фейса на SmackDown! под своим настоящим именем и был представлен как трёхкратный чемпион страны по борьбе, четырёхкратный All-American, двукратный чемпион вооруженных сил и серебряный призёр чемпионата мира среди военнослужащих 2002 года. В своем первом матче он победил Саймона Дина, которого он также победил в своем дебюте на PPV-шоу на No Mercy 9 октября. На эпизоде SmackDown! 11 ноября Лэшли победил Орландо Джордана в отборочном матче за место в команде SmackDown! на Survivor Series 27 ноября, где он был первым выбывшим, но его команда в итоге выиграла матч.

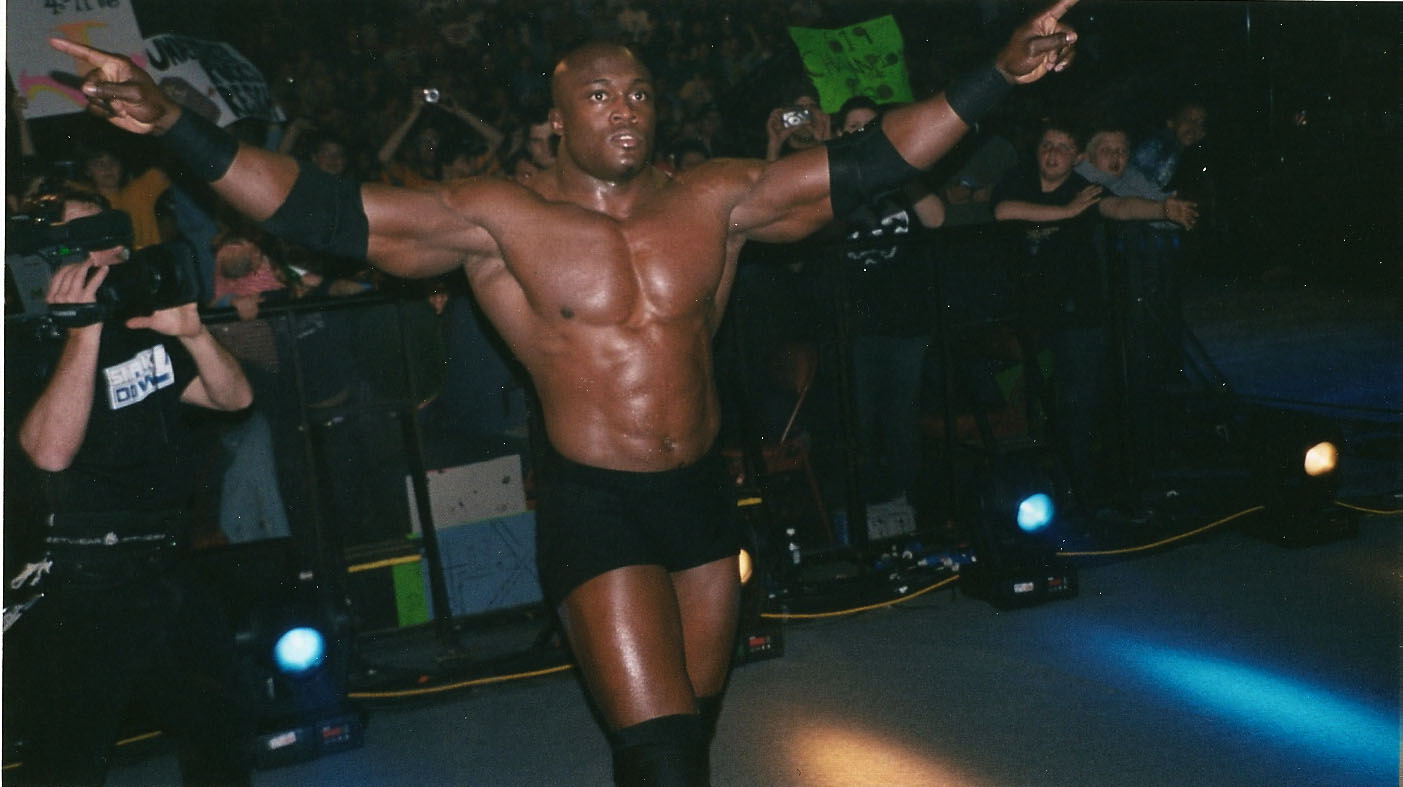
Лэшли в 2006 году

6 января 2006 года Лэшли стал первым рестлером SmackDown!, который прошёл отбор на «Королевскую битву» в том году. На Royal Rumble 29 января Лэшли стал восьмым рестлером, который вышел на матч, он устранил Сильвана, но был выброшен Кейном и Биг Шоу. После Royal Rumble Лэшли начал враждовать с Джоном «Брэдшоу» Лэйфилдом (JBL), что привело к матчу на No Way Out 19 февраля, где Лэшли потерпел свое первое поражение в одиночных матчах, в основном из-за вмешательства Финли. Это вызвало вражду между Лэшли и Финли, которая продолжалась весь февраль и март, и, в частности, включала в себя матч с дровосеками на эпизоде SmackDown! 17 марта, который Финли выиграл после использования шилейлы.
После победы в баттл-рояле «Последний шанс» на эпизоде SmackDown! 24 марта, когда он последними выбросил MNM, Лэшли принял участие в своей первой WrestleMania (WrestleMania 22) в матче Money in the Bank, который выиграл Роб Ван Дам. Затем Лэшли принял участие в турнире King of the Ring 2006 года на SmackDown! и дошёл до финала, победив Марка Генри и Финли. Однако в финальном раунде, который состоялся на Judgment Day 21 мая, он был побежден Букером Ти при помощи Финли. Во время коронации Букера Ти, Лэшли провел Букеру «Гарпун» в трон. Эти действия переросли во вражду с вновь названным Королем Букером и другими членами его «двора» (Королевой Шармелл, Финли и Уильямом Ригалом). Во время этой вражды Лэшли выиграл свой первый титул, победив JBL в борьбе за титул чемпиона Соединённых Штатов на эпизоде SmackDown от 26 мая, который он проиграл Финли чуть менее двух месяцев спустя на эпизоде SmackDown! от 14 июля. Вскоре после потери титула, врач объявил Лэшли неспособным участвовать в соревнованиях, заявив, что во время ежегодного обследования у Лэшли были обнаружены повышенные ферменты печени, и поэтому он не будет допущен к боям до дальнейшего обследования. Через несколько недель Лэшли вернулся на SmackDown!, чтобы продолжить свою вражду с «Двором», и заработал свой первый матч за звание чемпиона мира в тяжелом весе на No Mercy 8 октября против Короля Букера. Впоследствии этот поединок превратился в четырёхстороннюю схватку, в которой также участвовали Батиста и союзник Букера, Финли. Король Букер выиграл матч, удержав Финли.

#### Чемпион мира ECW (2006—2008)
14 ноября 2006 года Лэшли перешёл на бренд ECW. Он дебютировал на этом бренде, неожиданно появившись, чтобы подписать контракт на последнее место в матче Extreme Elimination Chamber за титул чемпиона мира ECW на December to Dismember. На December to Dismember 3 декабря Лэшли стал пятым участником, вошедшим в матч, он устранил Теста и Биг Шоу после «Гарпуна» и стал новым чемпионом мира ECW, что сделало его первым афроамериканцем, завоевавшим этот титул, а также третьим чемпионом мира среди афроамериканцев в истории WWE. После завоевания титула чемпиона мира ECW Лэшли провел успешные защиты титула против Биг Шоу, Роба Ван Дама, Теста, Хардкора Холли, Кенни Дайкстры и Мистера Кеннеди. В эпизоде Raw от 19 марта 2007 года Лэшли официально стал первым и единственным человеком, когда-либо разбившим захват Криса Мастерса «Мастерлок».

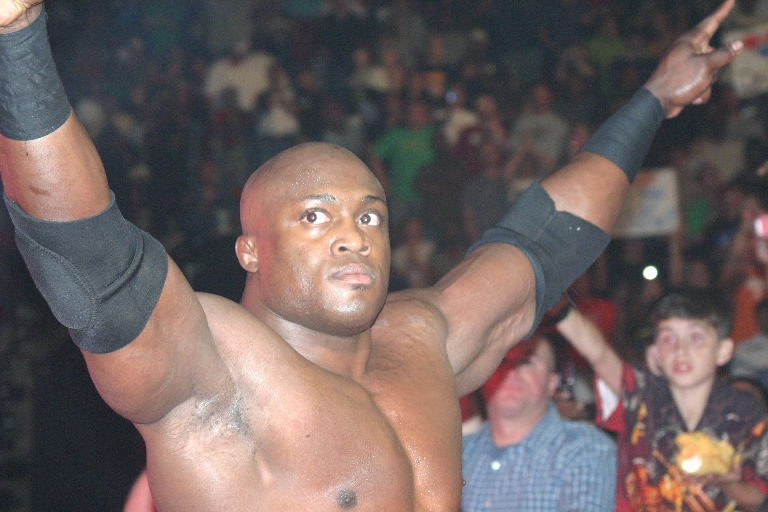
Лэшли в мае 2007 года

В начале 2007 года Лэшли был выбран Дональдом Трампом для участия в матче «Битва миллиардеров» против представителя Винса Макмэна Умаги, в котором также участвовал давний противник Макмэна Стив Остин в качестве приглашенного рефери. На WrestleMania 23 1 апреля в матче «Волосы против волос» Лэшли победил Умагу и после этого помог Трампу и Остину побрить голову Макмэна в соответствии с условием матча. Затем Лэшли враждовал с Мистером Макмэном, который вызвал себя, своего сына Шейна Макмэна и Умагу на матч с гандикапом за титул чемпиона мира ECW против Лэшли на Backlash 29 апреля. После двух мощных приёмов Умаги, Мистер Макмэн ввел себя в матч и удержал Лэшли, завоевав титул. Во время матча Лэшли повредил плечо, и после обследования, проведенного несколько дней спустя, выяснилось, что у него повреждена вращательная манжета, но операция ему не потребуется. На Judgment Day 20 мая Лэшли победил Винса, Шейна и Умагу в матче-реванше, но не выиграл титул, так как он удержал Шейна, а не Винса; в результате титул остался у Мистера Макмэна. 3 июня на One Night Stand Лэшли победил Макмэна в уличной драке и завоевал титул чемпиона мира ECW во второй раз, несмотря на вмешательство Шейна Макмэна и Умаги, что сделало его первым человеком, дважды завоевавшим титул чемпиона мира ECW с момента возобновления бренда в WWE.
На эпизоде Raw от 11 июня Лэшли был призван на бренд Raw в рамках драфта WWE 2007 года. В результате этого перемещения Винс Макмэн лишил Лэшли титула чемпиона мира ECW. Он принял участие в матче с Миком Фоли, Рэнди Ортоном, Королем Букером и Джоном Синой за звание чемпиона WWE на Vengeance: Night of Champions 24 июня, который выиграл Сина и сохранил титул. Лэшли стал претендентом номер один на титул чемпиона WWE, победив в соревновании Beat the Clock на шоу Raw 2 июля. 22 июля на The Great American Bash он проиграл Сине, и после матча они пожали друг другу руки в знак уважения. В эпизоде Raw от 30 июля Лэшли победил Мистера Кеннеди. Во время матча Лэшли получил сюжетную травму после того, как Кеннеди ударил плечом Лэшли в ступеньки ринга, что позволило Лэшли взять перерыв на операцию по поводу реальной травмы, которую он получил на The Great American Bash. После шестимесячного перерыва WWE объявила, что Лэшли был освобожден от контракта с WWE с 4 февраля 2008 года.

### Япония, Мексика, Пуэрто-Рико и независимая сцена США (2008)
После ухода из WWE Лэшли в мае 2008 года начал выступать на независимой сцене. В июне 2008 года он выступил в Мексике на главном событии Lucha Libre AAA World Wide, Triplemanía XVI, где он, Кэндзо Судзуки и Электрошок победили Шахматиста, Серебряного Короля и Ла Парку-младшего. В июле 2008 года Лэшли выступал в Пуэрто-Рико на шоу, посвященном 35-летию World Wrestling Council, победив Райно. В августе 2008 года Лэшли выступал в Японии в Inoki Genome Federation Антонио Иноки, победив Хищника.

### Total Nonstop Action Wrestling (2009—2010)
19 апреля 2009 года Лэшли появился на шоу Total Nonstop Action Wrestling Lockdown, а позже он также появился в эпизоде TNA Impact!, оба раза улыбаясь и указывая на группировку The Main Event Mafia (MEM), и таким образом предстал в роли хила. 15 июля TNA объявила, что он подписал официальный контракт с компанией. 23 июля Курт Энгл представил Лэшли как нового члена MEM. Лэшли вышел на ринг и обнял Энгла, в то время как остальные члены MEM держали избитого Мика Фоли. Затем Энгл сказал Лэшли добить Фоли, но когда Лэшли приготовился провести Фоли «Гарпун», тот отвернулся от Энгла и убрал MIM с ринга, тем самым сделав себя фейсом.

На выпуске Impact! от 30 июля Лэшли дебютировал в TNA в командном матче, где он и Мик Фоли сражались против чемпиона мира TNA в тяжелом весе Курта Энгла и чемпиона легенд TNA Кевина Нэша, где в случае победы над Энглом или Нэшем, тот, кто удержит их, получит соответствующий титул. Матч начался как матч с гандикапом, так как перед матчем на Лэшли напала MEM, но Лэшли вступил в матч и помог Мику Фоли удержать Нэша, чтобы выиграть матч для своей команды и стать чемпионом легенд. В выпуске Impact! от 27 августа Джереми Бораш взял интервью у него и президента TNA Дикси Картер, в котором она сказала, что их цель — сделать его чемпионом мира как в ММА, так и в TNA. На No Surrender 20 сентября он победил Райно нокаутирующим ударом.

#### Вражда с Броком Леснаром (2022)
В начале 2022 года Брок Леснар и Бобби Лэшли приняли участие в серии матчей с мировыми титулами WWE на кону. На Day 1 Брок Леснар выиграл титул в 5-стороннем матче, хотя Лэшли в тот день смог провести ему несколько удачных атак, а Леснар ответить не смог ничем. На Royal Rumble Лэшли выиграл у Леснара Чемпионство WWE после того, как Брока предал Пол Хейман. На Elimination Chamber Леснар вернул себе титул, хотя Лэшли в матче участия не принял из-за травмы. 10 октября Брок Леснар вернулся на шоу Raw после двухмесячного отсутствия и без лишних слов напал на Бобби Лэшли, который ранее включил Леснара в список тех, кого он ранее одолел. После этого существенно побитый Лэшли проиграл Чемпионство США Сету Роллинсу, который потребовал, чтобы матч состоялся. Позже Лэшли предложил Леснару разобраться лицом к лицу, и на следующем RAW 17 октября они снова встретились, снова подрались, на этот раз Лэшли удалось оставить последнее слово за собой. Матч между бойцами был утвержден. На RAW 31 октября рестлеры должны были провести параллельное интервью в режиме «сплит-скрина», однако Леснар на шоу не явился, а вышел в зал, чтобы разобраться. Рестлеры подрались, их пришлось растаскивать остальным рестлерам и закулисным сотрудникам, включая Креативного директора WWE Пола Левека. Шоу открыл матч Бобби Лэшли и Брока Леснара. Лэшли доминировал в матче, проломил оппонентом секцию заграждений. На ринге Лэшли зафиксировал Хёрт-лок, однако Леснар смог оттолкнуться ногами от турнбаклов в углу, опрокинуться вместе с Лэшли на спину и прижать его лопатки к матам, после чего судья отсчитал три удара.

## Карьера в смешанных боевых искусствах
Дебютировал в MMA в 2008 году, победив Джошуа Франклина на шоу MFA: There Will Be Blood. Выступал в промоушенах Strikeforce и Bellator MMA, за карьеру провел 17 боёв, в которых одержал 15 побед.

## Личная жизнь
Первая дочь Лэшли, Кира, родилась в 2005 году. Позже он встречался с рестлером WWE Кристал Маршалл, с которой у них родился сын по имени Майлз в июле 2008 года и дочь по имени Наоми в 2011 году.

## Статистика в смешанных единоборствах
| Боёв 17  | Побед 15 | Поражений 2 |
| -------- | -------- | ----------- |
| Нокаутом | 6        | 1           |
| Сдачей   | 6        | 0           |
| Решением | 3        | 1           |

| Результат | Рекорд | Соперник        | Способ                                    | Турнир                                             | Дата            | Раунд | Время | Место                       | Примечание                                    |
| --------- | ------ | --------------- | ----------------------------------------- | -------------------------------------------------- | --------------- | ----- | ----- | --------------------------- | --------------------------------------------- |
| Победа    | 15-2   | Джош Эппелт     | Болевой (удушение сзади)                  | Bellator 162                                       | 21 октября 2016 | 2     | 1:43  | Мемфис, Теннесси, США       |                                               |
| Победа    | 14-2   | Джеймс Томпсон  | ТКО (удары)                               | Bellator 145                                       | 6 ноября 2015   | 1     | 0:54  | Сент-Луис, Миссури, США     |                                               |
| Победа    | 13-2   | Дэн Чарльз      | ТКО (удары)                               | Bellator 138                                       | 19 июня 2015    | 2     | 4:14  | Сент-Луис, Миссури, США     |                                               |
| Победа    | 12-2   | Карл Этерингтон | ТКО (сдача от ударов)                     | Bellator 130                                       | 24 октября 2014 | 1     | 1:31  | Малвейн, Канзас, США        |                                               |
| Победа    | 11-2   | Джош Бернс      | Болевой (удушение сзади)                  | Bellator 123                                       | 5 сентября 2014 | 2     | 3:54  | Анкасвилл, Коннектикут, США |                                               |
| Победа    | 10-2   | Тони Мелтон     | Единогласное решение                      | Xtreme Fight Night 16                              | 8 ноября 2013   | 5     | 5:00  | Катуса, Оклахома, США       | Выиграл чемпионат XFN в тяжелом весе          |
| Победа    | 9-2    | Мэтью Ларсон    | Болевой (удушение сзади)                  | GWC: The British Invasion: США. vs. Великобритания | 29 июня 2013    | 1     | 1:38  | Канзас-Сити, Миссури, США   |                                               |
| Победа    | 8-2    | Кевин Аспланд   | Болевой (фиксация руки)                   | Titan FC 25                                        | 7 июня 2013     | 2     | 1:23  | Форт Райли, Канзас, США     |                                               |
| Поражение | 7-2    | Джеймс Томпсон  | Единогласное решение                      | Super Fight League 3                               | 6 мая 2012      | 3     | 5:00  | Нью-Дели, Индия             |                                               |
| Победа    | 7-1    | Карл Нозэ       | Болевой (фиксация руки)                   | Shark Fights 21                                    | 11 ноября 2011  | 1     | 3:44  | Лаббок, Техас, США          | Выиграл чемпионат Shark Fights в тяжелом весе |
| Победа    | 6-1    | Джон Отт        | Единогласное решение                      | Titan FC 17                                        | 25 марта 2011   | 3     | 5:00  | Канзас-Сити, Канзас, США    |                                               |
| Поражение | 5-1    | Чед Григгс      | ТКО (остановка врачом)                    | Strikeforce: Хьюстон                               | 21 августа 2010 | 2     | 5:00  | Хьюстон, Техас, США         |                                               |
| Победа    | 5-0    | Вес Симс        | ТКО (удары)                               | Strikeforce: Майами                                | 30 января 2010  | 1     | 2:06  | Санрайз, Флорида, США       |                                               |
| Победа    | 4-0    | Боб Сапп        | Технический болевой (удары)               | FFI: Ultimate Chaos                                | 27 июня 2009    | 1     | 3:17  | Билокси, Миссисипи, США     |                                               |
| Победа    | 3-0    | Майк Кук        | Технический болевой (удушение гильотиной) | MFC 21                                             | 15 мая 2009     | 1     | 0:24  | Инок, Альберта, Канада      |                                               |
| Победа    | 2-0    | Джейсон Гуида   | Единогласное решение                      | SRP: March Badness                                 | 21 марта 2009   | 3     | 5:00  | Пенсакола, Флорида, США     |                                               |
| Победа    | 1-0    | Джошуа Франклин | ТКО (остановка врачом)                    | MFA: There Will Be Blood                           | 13 декабря 2008 | 1     | 0:41  | Майами, Флорида, США        | Дебют в тяжелом весе                          |

## В рестлинге
- Завершающие приёмы
  - Hurt Lock (полный Нельсон) — WWE
  - Гарпун[43] — WWE / TNA
  - Чокслэм[44] — TNA
  - Dominator (Обратный паварслэм или паверсэм в движении) — WWE[43][45]
  - Right-handed knockout hook[46] — TNA; 2009
  - Standing Dragon Sleeper<[47] — TNA
- Любимые приёмы
  - Clothesline[43]
  - Fallaway slam[43]
  - Full nelson slam — TNA[48]
  - Military press drop[44]
  - Различные варианты суплексов
    - Вертикальный с задержкой[43] — WWE
    - Exploder[49]
    - Overhead belly to belly[43]
    - Trapping[43] —TNA

  - Shoulder block[43]
  - Spinebuster[50] — WWE/TNA
- Прозвища
  - «The Dominator»[43] (WWE)
  - «The Real Deal»[43] (WWE)
  - «The God of Thunder»[45] (TNA)
  - «The Boss»[51] (TNA)
  - «The All Mighty» (WWE)
  - «Chief Hurt Officer of The Hurt Business» (WWE)
- Менеджеры
  - Кристал Лэшли[52]
  - Лио Раш
  - MVP
- Музыкальные темы
  - «Unstoppable» Jim Johnston
  - «Hell Will Be Callin'» Mercy Fall
  - «The Boss» Dale Oliver[53]
  - «Titan» def rebel
  - «It’s Time» (с The Hurt Business)

## Титулы и достижения

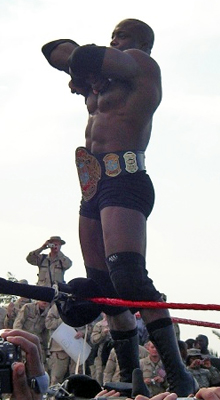
Лэшли во время своего первого чемпионства ECW.

### Борьба
- Международный совет военного спорта
  - Международный совет военного спорта CISM: Military World Championships Senior Freestyle Silver Medalist (2002)
  - Международный совет военного спорта CISM: Armed Forces Championships Senior Freestyle Gold Medalist (2003)
  - Международный совет военного спорта CISM: Armed Forces Championships Senior Freestyle Silver Medalist (2002)
- National Association of Intercollegiate Athletics
  - NAIA Collegiate Championship (1996, 1997, 1998)
  - NAIA All-American (1995, 1996, 1997, 1998)
- Kansas State High School Activities Association
  - KSHSAA 6A High School State Championship (1995)

### Рестлинг
- Pro Wrestling Illustrated
  - Новичок года (2005)[54]
  - Самый прибавивший рестлер года (2006)[55]
  - PWI ставит его под № 3 среди 500 лучших рестлеров 2021 года[56]
- Total Nonstop Action Wrestling
  - Чемпиона мира TNA в тяжёлом весе (4 раза)[57]
  - Чемпион икс-дивизиона TNA (1 раз)[58]
  - Чемпионство царя горы TNA (1 раз, финальный)
  - TNA Championship Series (2009)[50]
- World Wrestling Entertainment/WWE
  - Чемпион WWE (2 раза)[59]
  - Чемпион мира ECW (2 раза)[60][61]
  - Чемпион Соединённых Штатов WWE (3 раза)[62]
  - Интерконтинентальный чемпион WWE (2 раза)
  - Королевская битва памяти Андре Гиганта (2023)

### Lucha de Apuestas
| Ставка                                       | Победитель            | Проигравший      | Место проведения | Дата          | Прим.         |
| -------------------------------------------- | --------------------- | ---------------- | ---------------- | ------------- | ------------- |
| Волосы Винса Макмэна/ волосы Дональда Трампа | Бобби Лэшли с Трампом | Умага с Макмэном | Детройт, Мичиган | 1 апреля 2007 | Рестлмания 23 |